# کلودیو دیاز
کلودیو دیاز (انگلیسی: Claudio Dias؛ زادهٔ ۱۰ نوامبر ۱۹۹۴) بازیکن فوتبال اهل بریتانیا است.
از باشگاه‌هایی که در آن بازی کرده‌است می‌توان به باشگاه فوتبال نورث‌همپتون تاون اشاره کرد.